# Haeterius flavohirtus
Haeterius flavohirtus är en skalbaggsart som beskrevs av Krása 1941. Haeterius flavohirtus ingår i släktet Haeterius och familjen stumpbaggar. Inga underarter finns listade i Catalogue of Life.